# Histoire du bouddhisme
 (juillet 2013).
Si vous disposez d'ouvrages ou d'articles de référence ou si vous connaissez des sites web de qualité traitant du thème abordé ici, merci de compléter l'article en donnant les références utiles à sa vérifiabilité et en les liant à la section « Notes et références ».
Le bouddhisme, qu'il s'agisse d'une religion, d'une philosophie ou d'une pratique, souvent centrée sur la méditation, fut fondé par Siddhartha Gautama. Celui-ci naît environ en -556 du calendrier julien en Inde du Nord-Est et sa doctrine se diffusera plus largement, d'abord en Inde, puis en Asie. Le bouddhisme est une des plus anciennes religions encore largement pratiquées de nos jours. S'étendant développant progressivement hors de sa région d'origine, il a touché à une époque ou à une autre la quasi-totalité du continent asiatique, s'enrichissant d'éléments issus des cultures d'Asie centrale, d'Extrême-Orient, d'Asie du Sud-Est, ainsi que des cultures hellénistique et himalayenne. Au fil du temps, de nombreuses écoles sont apparues en Inde puis en Asie; mais le bouddhisme actuel peut être divisé en trois grands courants : Theravāda, Mahāyāna et Vajrayāna.
Malgré des premiers contacts avec l'Europe à l'époque du gréco-bouddhisme, ce n'est qu'au XIXe siècle que les lettrés européens ont commencé à s'y intéresser sérieusement, mais en relayant une vision parfois biaisée du bouddhisme en Occident. Au XXIe siècle, bien que la grande majorité des bouddhistes résident toujours en Asie, on en trouve  sur tous les continents, qu'ils soient autochtones ou issus de l'émigration asiatique.

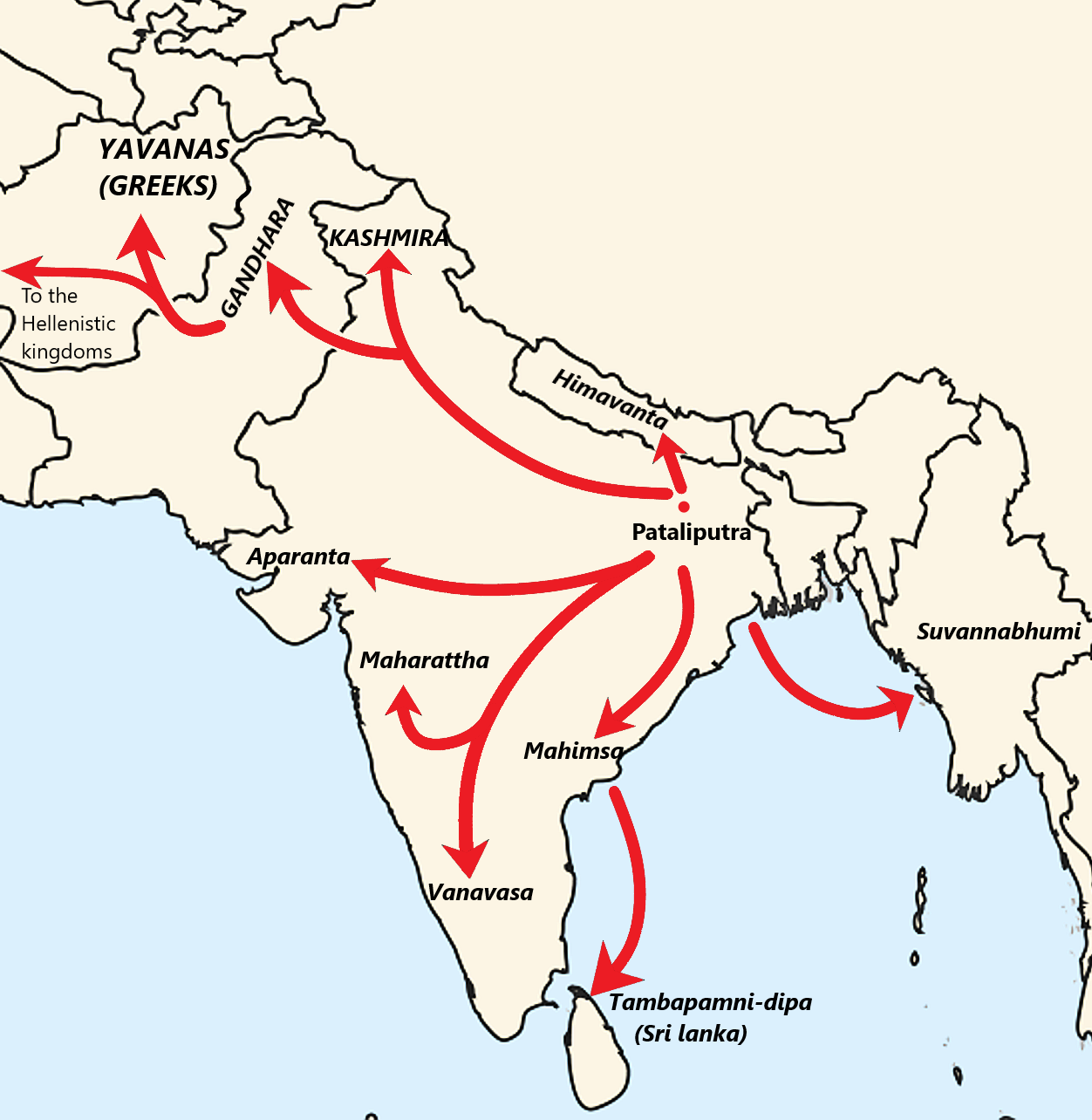
Missions bouddhistes à l'époque d'Ashoka.

Expansion du bouddhisme.

## Chronologie générale
Voir la frise chronologique détaillée : Histoire des écoles bouddhistes.

## En Inde

### Contexte

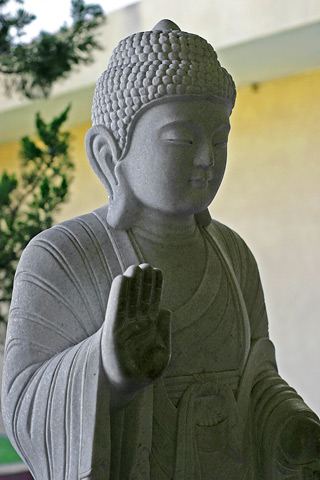
Statue de Bouddha faisant le geste - mudrā - de l'apaisement de la crainte.

Le bouddhisme naît dans le contexte de l'Inde védique : les Védas sont les textes principaux de la société indienne qui est organisée en système de castes. Différents maîtres développent leur vision de la moksha (libération), et proposent différentes voies pour atteindre cet état.
Différentes notions de l'hindouisme se verront remaniées dans le bouddhisme : c'est le cas des réincarnation, de karma, les dhyānas, du statut de dieux comme Brahmā. Le bouddhisme ancien est contemporain de différentes écoles qui sont nées à la même époque, dont l'Ajivika et le jaïnisme, seule de ces écoles existant encore aujourd'hui.
Le Brahmājālasutta énumère différentes vues contemporaines du bouddhisme.

### Naissance du bouddhisme
Le bouddhisme fut fondé en Inde au Ve siècle av. J.-C. par Siddhartha Gautama. Celui-ci a pour père Shuddhodana, le roi de Kapilavastu. Il connaît d'abord la vie de palais avant de l'abandonner pour chercher à résoudre le problème de la souffrance (dukkha).
Le prince Siddharta fut influencé par les concepts de son époque. Il eut pour maître le brahmane Arada Kalama, mais ce qu'il apprit — maîtriser le septième dhyana, la sphère du néant — ne lui sembla pas suffisant. Il se rendit à Rajagrha et prit comme  second maître Uddaka Ramaputra, qui lui enseigna le huitième dhyana, la sphère de « ni perception ni non-perception ». Là encore, le prince estima ne pas avoir trouvé la voie vers le Nirvana.
Alors, pendant six ans, il pratiqua les austérités avec cinq autres ascètes méditants. Il faillit mourir et décida de trouver une autre voie ; ses amis pensèrent qu'il délaissait la pratique.
Le prince  Siddharta atteignit cependant l'éveil à Bodhgaya — devenant ainsi Bouddha, c'est-à-dire « éveillé »  — et sut convaincre les cinq méditants (qu'il avait croisé après son éveil) de sa réalisation, en leur donnant, à Sarnath, son premier enseignement, le Dhammacakkappavattana Sutta (ou « sutra de la mise en mouvement de la roue du Dharma »), qui contient l'enseignement des Quatre nobles vérités. Ces cinq ascètes furent les premiers membres du Sangha (la communauté des moines et des nonnes), et Ajnata Kaundinya fut le premier à atteindre l'Éveil, en entendant ce sermon. Par la suite, le Bouddha attira de très nombreuses personnes qui rejoignirent le Sangha .
Le Bouddha n'a rien écrit lui-même, mais il a tenu de très nombreux discours et sermons. Au moment de sa mort, son enseignement connaît déjà une grande popularité, et l'enterrement du Bouddha sera l'occasion d'un partage de reliques, conservées ensuite dans des stūpas.

### Après la mort de Gautama
L'histoire du courant bouddhiste avant l'époque d'Ashoka (au IIIe siècle AEC) est assez obscure. Il semble n'avoir occupé qu'une place mineure dans le paysage philosophique et religieux avant que le patronage du grand roi ne propulse le bouddhisme sur le devant de la scène. Trois conciles auraient eu lieu entre la mort de Gautama et la fin du règne d'Ashoka, mais les informations les concernant, nettement postérieures aux événements, sont sujettes à caution.

#### Premier Concile
Le premier concile aurait eu lieu à Rajagriha, au Ve siècle av. J.-C., peu après la mort du Bouddha. Il fut d'abord l'occasion de déterminer le canon bouddhique, le Tripitaka.
C'est alors que se sont constituées les « trois corbeilles » : le Vinaya Pitaka, qui regroupe les règles monastiques ; le Sutta Pitaka, qui regroupe les discours attribués au Bouddha ; l' Abhidhamma, une somme importante de développement philosophiques et de commentaires. Selon le bouddhisme, Ánanda restitua de mémoire le Sutta pitaka, Upali, le Vinaya pitaka et Mahākāshyapa, l'Abhidhamma. Ces recueils sont transmis de manière orale pendant plusieurs siècles avant d'être mis par écrit au Sri Lanka au cours du Ier siècle av. J.-C..

#### Deuxième Concile
Le deuxième concile se déroula à Vaisali, vers 367 av J-C..

#### Troisième concile
Le concile de Pāṭaliputra pose question. Les textes qui le mentionnent ne sont pas d'accord sur les dates (le plus souvent vers 250 av. J.-C.) ni sur les événements. De plus, les sources du Mahayana ne le mentionnent pas et font suivre le deuxième concile du concile du Cachemire (IIe siècle). Ce concile fut un moment de désaccord. Il marqua la création d'au moins deux groupes : un groupe d'« anciens », les Sthavira dont descendrait le Theravāda actuel, et un groupe « majoritaire », le Mahasanghika, partisan de réformes.
Une autre version fait naître d'emblée quatre groupes qui se subdivisèrent ensuite en ce qu'on a appelé les « dix-huit écoles anciennes ».

#### Ashoka
Ashoka (IAST : Aśoka) devint empereur en 268 av. J.-C. Après avoir mené une guerre contre les Kalinga coûtant la vie de 100 000 hommes, il se convertit au bouddhisme et fit graver un édit sur une pierre, en 260 av. J.-C. Ashoka passa un an avec la communauté des moines et fit construire de nombreux stūpas. Cet empereur fut à l'origine de la large diffusion du bouddhisme en Inde et au Sri Lanka.

#### Le Mahayana en Inde
Le Grand Véhicule apparaît aux environs du Ier siècle apr. J.-C.

## Diffusion
Le bouddhisme s'est diffusé à travers le monde et a pris de nombreux visages.

### Inde
Le roi Ashoka (274-236), par ses conquêtes et son influence, contribua à l'extension du bouddhisme vers le Cachemire, l'Afghanistan, Ceylan et la Birmanie. L'hellénisme au contact de l'Inde subit une influence de cette religion, tant au niveau artistique, qu'intellectuel (entretiens de Ménandre avec le moine Nâgasena).

Emblème de l'Inde, symbole du premier Empire de l'Inde entière, celui d'Ashoka

Car dans ce pays si religieux, où les textes déclarent que « tous les bouddhas naissent en Inde, prêchent en Inde et y atteignent le Nirvâna », le Bouddha Shâkyamuni ne fait pas exception. Pendant de nombreux siècles (du Ve siècle au VIIe siècle apr. J.-C.), le bouddhisme sera vulgarisé et transmis dans toutes les régions de l'Inde. Les souverains accepteront eux aussi de soutenir cette religion, même contre l'hindouisme. À cette époque, et dans ce climat de consensus, l'art, l'architecture, la peinture, et toutes les activités culturelles de l'Inde connaîtront un éclat incomparable.

La Roue de la Loi, symbole bouddhiste sur le drapeau indien

Mais les moines bouddhistes deviendront trop riches, leur message perdra de sa cohérence.
Lorsque la contre-réforme hindouiste réussit vers le XIIe siècle à assimiler le bouddhisme en terre indienne, les brahmanes parachevèrent cette renaissance de l'hindouisme en considérant le Bouddha comme étant le neuvième avatar de Vishnou (voir à Bouddha dans l'hindouisme). Au vingtième siècle, les publications de textes et les incitations d'étrangers, surtout de Sir Edwin Arnold, aboutiront au choix par les autorités indiennes de la Roue de la Loi comme emblème national. Ainsi donc, le symbole de compassion du Bouddha pour tous les êtres vivants rappelle la pureté de son premier message.
En Inde, tous les lieux associés à la vie du Bouddha sont toujours des centres de pèlerinage, non seulement pour les bouddhistes, mais aussi pour les hindous de tous les milieux, car, en tant qu'avatar de Vishnou, on le considère comme un grand goûroû (« maître » spirituel).
En 1973, l'Inde ne comprend plus que 0,6 % de bouddhistes, la plupart dans le Bengale du nord.

### Sri Lanka et Asie du Sud Est

#### Sri Lanka
Le bouddhisme apparaît au Sri Lanka en 250 av. J.-C., à Anurâdhapura, à la suite d'une mission envoyée par l'empereur Ashoka.
Un premier monastère, le Mahavihara fut construit. Le Theravāda se développa rapidement.
Au premier siècle de notre ère furent fixés par écrit de nombreux textes palis.
Au Ve siècle arriva au Sri Lanka Buddhaghosa afin de recueillir et de traduire des commentaires. Il rédigea le Visuddhimagga, commentaire le plus respecté par le Theravāda.
Le Mahayana et le Vajrayana seront néanmoins introduits sur l'île au VIIIe siècle et demeureront jusqu'au XIe siècle.
Le bouddhisme s'affaiblit considérablement les siècles qui suivirent sous l'effet des invasions de Tamouls, hindous, Portugais, Hollandais puis Anglais.
Le Theravada connaît de nos jours un indéniable renouveau, marqué par une très forte orthodoxie. Citons par exemple le moine Walpola Rahula.

#### Birmanie

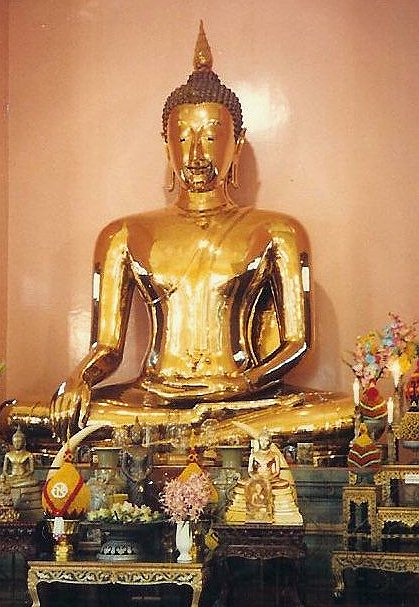
Le Bouddha d'or du Wat Traïmit à Bangkok.

Un premier contact entre la Birmanie et le bouddhisme a lieu sous le règne de l'empereur Ashoka. Entre le IIIe et Ve siècles, le bouddhisme pénètre dans ce pays sous différentes formes. Après avoir soutenu le vajrayâna, le roi Anawrahta adopte le bouddhisme theravāda, puis en 1091, est construit à Bagan un grand temple, par le roi Kyanzittha. Peu après 1260, le Sangha éclate en plusieurs groupes. Son harmonie est rétablie à la fin du XIVe siècle, sous l'orthodoxie du Mahavihara.
Entre 1868 et 1871 se déroule un concile pour la préservation du Canon pali theravada à Mandalay, et en 1956 se déroule le sixième concile, en l'honneur des 2 500 ans du parinirvana du Bouddha. Les textes du Canon pali, existant sous différentes versions, sont révisés et publiés en birman.

#### Thaïlande
Le bouddhisme theravada apparaît en Thaïlande au Ve siècle. Il s'y développe dans le royaume môn de Dvaravati.
Au XIIe siècle, le roi Ramkhamhaeng du royaume de Sukhothaï se convertit au Theravāda et invente l'écriture thaïe. Au siècle suivant, le roi Lu Thaï devient moine ; dès lors le bouddhisme thaïlandais sera exclusivement theravadin.
En 1782, le roi Chao Phaya Cakkri convoque un concile en vue de réviser le canon pali.

#### Cambodge
Dès le Ve siècle, le Cambodge adopte l'hindouisme puis le bouddhisme mahāyāna. Au XIIIe siècle, le roi Jayavarman VII opte pour le mahâyâna et fait construire les temples d'Angkor Thom et du Bayon. Mais, peu à peu, le bouddhisme theravāda s'établit. Le bouddhisme devint une institution centrale du Cambodge, comme sous le règne du roi Prea Thomno Reachea[Qui ?].
Le régime des khmers rouges entre 1975 et 1979 lui fit cependant subir de grands dommages.

#### Indonésie
La cité-État de Sriwijaya (aujourd'hui Palembang) dans le sud de Sumatra était un important centre d'études bouddhiques mahayana. Le voyageur et moine bouddhiste chinois Yi Jing, en route pour l'université bouddhique de Nâlandâ dans le sud de l'Inde, y fait escale en 673 et y constate la présence de milliers de coreligionnaires venus y étudier le sanscrit et les textes sacrés du bouddhisme. Le maître de religion bouddhiste Atisha (982-1054 apr. J.-C.) y vient en 1011, accompagné de plus de 100 disciples, pour devenir le disciple du maître Dharmarakshita (en tibétain de Serlingpa), auprès de qui il restera 12 ans. Le déclin de la puissance de Sriwijaya se traduit également par celui de bouddhisme à Sumatra.
Dans le centre de l'île de Java, un roi de la dynastie Sailendra construit au VIIIe siècle le temple de Borobudur, le plus grand stūpa du monde. À Java, le culte et le clergé bouddhistes coexistaient avec leurs homologues de l'hindouisme. En particulier, les rois de Majapahit à Java oriental étaient considérés comme l'incarnation, à la fois de Bouddha et Shiva. Le bouddhisme disparaît progressivement de Java avec l'essor des principautés portuaires musulmanes au XVe siècle.
Il existe toujours une minorité bouddhiste en Indonésie, constituée surtout d'Indonésiens d'origine chinoise qui ont adopté le bouddhisme lorsque le régime de Soeharto a rendu obligatoire la déclaration d'appartenance à une des cinq religions reconnues (islam, protestantisme, catholicisme, hindouisme, bouddhisme) mais aussi de Javanais.

#### Malaisie
Vers 1400, Parameswara, un prince bouddhiste de Palembang, fuyant la domination javanaise, se réfugie sur la côte ouest de la péninsule Malaise et y fonde Malacca. La conversion des souverains de Malacca à l'islam au début du XVe siècle se traduit par la disparition du bouddhisme de la péninsule.
Aujourd'hui, la communauté bouddhiste de Malaisie est constituée de Chinois.

#### Laos
Le Laos émerge au XIVe siècle ; bouddhismes Mahayana et Theravada s'y côtoyaient. Le mariage d'un roi avec une princesse cambodgienne marqua le début de l'adoption du Theravāda par la majorité la population.

### Asie Centrale

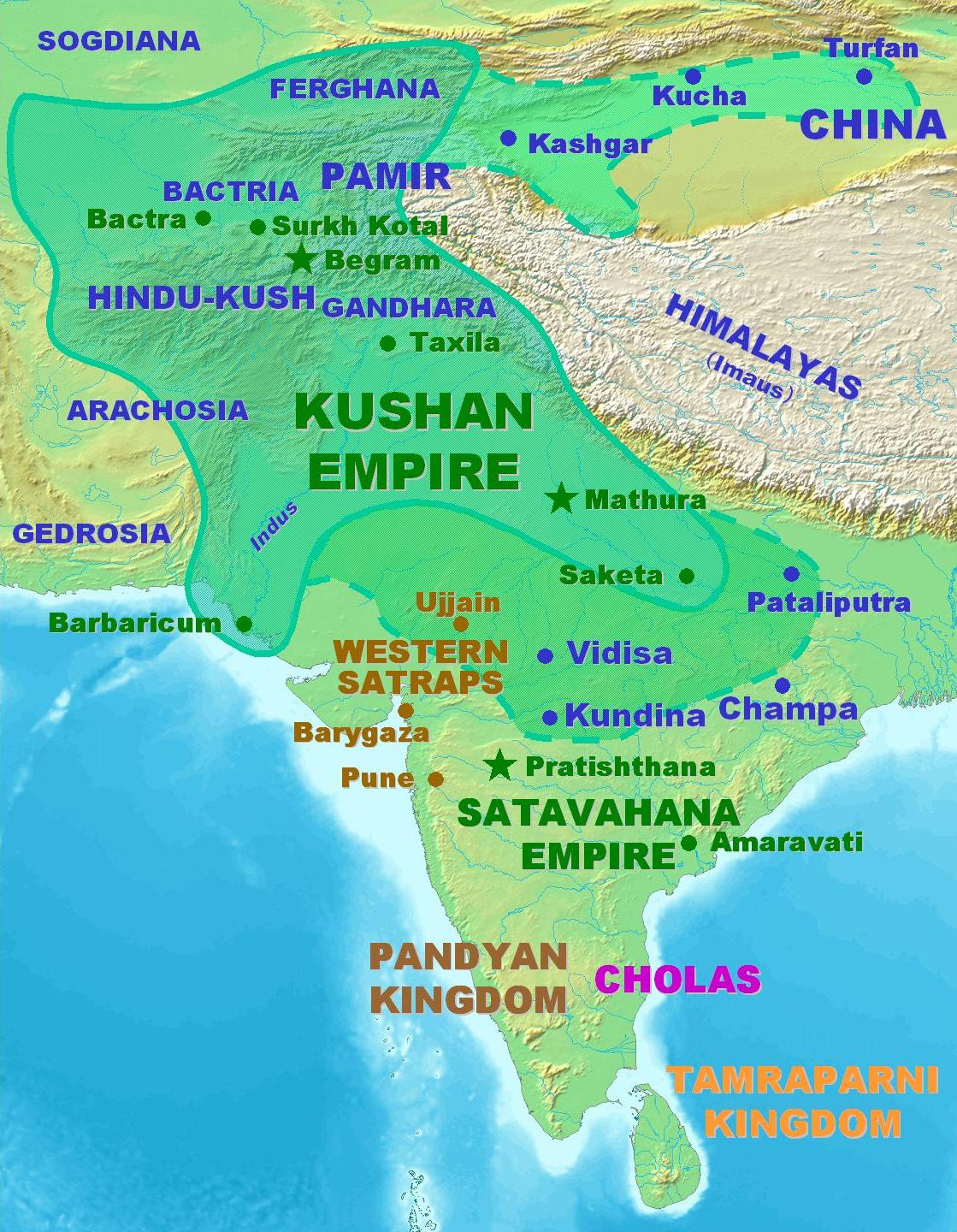
Empire kouchan à l'époque de Kanishka

Le gréco-bouddhisme est un syncrétisme entre la culture hellénistique et le bouddhisme qui se développa sur une période de près de 800 ans en Asie centrale, dans la région correspondant aux actuels Afghanistan et Pakistan, entre le IVe siècle av. J.-C. et le Ve siècle de l'ère chrétienne.
Le gréco-bouddhisme influença le développement artistique (et peut-être conceptuel) du bouddhisme, en particulier de la branche mahāyāna, avant son expansion à partir du Ier siècle en Asie centrale et en Asie du Nord-Est, puis en Chine, en Corée et au Japon.

### Chine et Japon

#### Bouddhisme en Chine
En Chine, si des premiers textes sont traduits dès le Ier siècle, la diffusion ne commencera réellement qu'au IVe siècle, après la traduction de l'œuvre de Nāgārjuna, si on en croit les sources bouddhiques, à la suite du rêve qu'aurait fait l'empereur Mingdi (r. 58-78 EC) de la dynastie Han, rêve qui n'est cependant mentionné dans aucune source impériale . L'empereur aurait rêvé d'un homme en or, en qui un de ses ministres vit le Bouddha. L’empereur aurait alors envoyé une mission chercher des textes et des représentations du Bouddha. La délégation serait revenue avec une peinture et le Soutra en 42 chapitres.
C'est en Chine que les grands courants du mahāyāna à l'origine des écoles japonaises et des bouddhismes coréen et vietnamien ont pris leur essor :  Amidisme, Chan / Zen, Tiantai / Tendai. C'est également en Chine que Kobo Daishi a été initié au courant Shingon. L'influence du bouddhisme n'a cessé de fluctuer suivant les dynasties souveraines : plutôt favorisée par les mongols et les mandchous et plutôt combattue par les Ming. Comme toutes les religions, il a subi une vive opposition de la part de la Chine communiste jusqu’à la fin des années 1970, avant d'être réadmis dans la société, dûment encadré.

#### Bouddhisme au Tibet

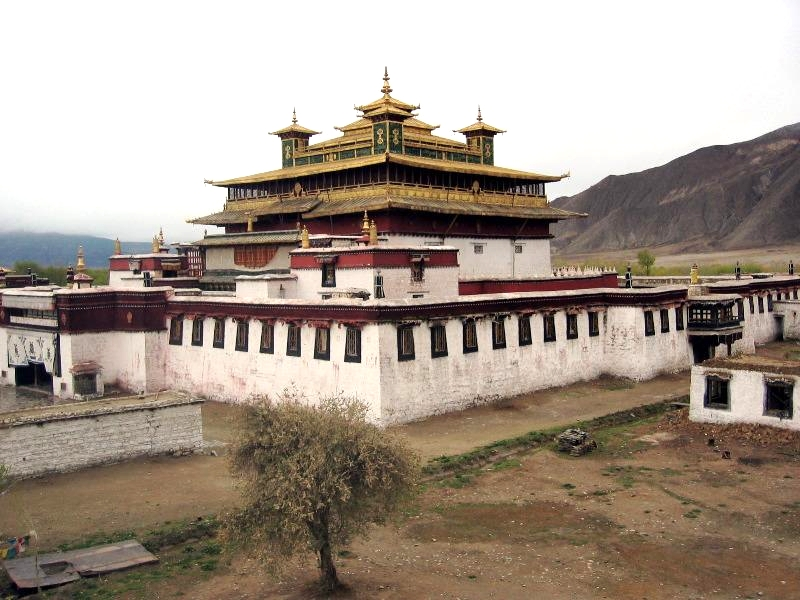
Temple tibétain de Samyé

Le bouddhisme est introduit au Tibet en 747 par le maître indien Padmasambhava, donnant naissance à l'école des Bonnets rouges. Prenant le pas sur les traditions chamaniques bon-po, le bouddhisme devient religion d'État à la fin du VIIIe siècle. Les monastères bouddhistes se développent. Les conquérants Mongols, déjà maîtres d'une partie de la Chine, obtiennent la suzeraineté sur le Tibet (XIIe siècle-XVIIe siècle). L'école des Bonnets jaunes (fondée par Tsongkhapa) accroît son influence. C'est en son sein que se constitue l'institution des dalaï-lamas, chefs religieux et temporels du Tibet.
Voir la liste des dalaï-lamas et les écoles du bouddhisme tibétain.

#### Bouddhisme au Japon
D'après la légende, l'introduction du bouddhisme au pays du soleil levant aurait eu lieu en 552, lorsqu'un souverain de Corée envoya au souverain du Yamato une statue de bouddha en bronze doré accompagnée de textes bouddhistes. En 592, après des luttes d'influence avec le Shintoïsme, le bouddhisme fut déclaré religion d'État.
Le bouddhisme japonais comprend 12 écoles principales, que l'on classe d'après leur époque d'apparition :
Pendant l'époque de Nara, naissance des écoles bouddhiques Kusha (fondée sur l'Abhidharma-koça de Vasubandhu), Jojitsu (fondé sur le satyasiddhi-çastra de Harivarman), Ritsu (fondée sur l'observance de la discipline "vinaya" du petit véhicule), Hosso (Dharmalaksana "Vijnanavada"), Sanron (sur les trois sastras fondamentaux de l'école de la vacuité "Madhyâmika"), Kegon (fondée sur l' Avatamsaka sutra) . Les quatre premières appartiennent à la tradition indienne du bouddhisme ; Kusha suit de façon tout à fait nette la tradition du petit véhicule ; Jojitsu s'inscrit dans une zone de transition entre petit et grand véhicule ; Hosso et Sanron, tout comme Kégon qui trouve ses origines en Sérinde et en Chine, appartiennent au grand véhicule.
Durant l'époque de Heian, on assiste à la fondation de deux nouveaux courants par des moines revenus de Chine : le Tendai (Tien Taï, "terrasse céleste", nom du lieu où est née l'école chinoise Tiantai), basé sur le Saddharma pundarika sutra ou Sūtra du Lotus, à la suite du voyage de Saichō Kogyo Daishi, et le Shingon, courant  vajrayāna fondé par Kūkaï Kobo Daïshi  qui s'était rendu en Chine en 804 et en rapporta le Vajrasekhara sutra qu'il associa au Tantra de Vairochana, Mahavairocanabhisambodhi tantra, pour en faire la base de son enseignement.
L'époque de Kamakura est celle de l'introduction du Zen en provenance de Chine à partir de deux écoles : le Rinzai par le moine Eisai et le Sōtō par Dōgen. Deux courant inspirés par l'Amidisme chinois naissent, le Jōdo shū sous l'impulsion d'Hōnen et le Jōdo shinshū par Shinran. À la même époque se développe une école portant le nom de son fondateur, Nichiren, qui désire revenir à une pratique uniquement centrée sur le Sūtra du Lotus, déjà popularisé à l'époque Heian par le Tendaï. Toujours à la même période, le Shugendō, voie des ascètes des montagnes, les Yamabushis, connaît un important développement.
Pour que le tableau soit complet, il faut encore mentionner une école particulière de Zen, qui s'est développée au Japon au XVIIe siècle pendant l'époque d'Edo : l'Obaku. Elle fut fondée par un maître Chan chinois renommé, Yinyuan Longqi (Ingen), et son disciple Muyan qui avaient fui la Chine à la chute des Ming devant les mandchous. Obaku est la transcription du nom du mont Huangbo dans le Fujian où Yinyuan avait été abbé, mais aussi le nom du maître de Linji (fondateur du Rinzai), Huangbo Xiyun, qui s'y était installé. Les pratiquants de l'Obaku se considéraient comme des disciples de Linji, tout en incluant dans leur pratique l'amidisme et des éléments tirés du Mi Zong, bouddhisme ésotérique chinois.
Depuis quelques années, le Japon, inspiré en cela par la constitution américaine, a vu un développement important de nouveaux mouvements religieux. En règle générale on peut les classer en trois catégories : ceux d'inspiration shintoïste, comme Mahikari ou Tenrikyo, avec à leur tête une personne inspirée par un dieu ou un kami particulier, et ceux d'inspiration bouddhiste basés sur le Sutra du Lotus comme le bouddhisme Reiyukai ou la Sōka Gakkai, ceux se réclamant du bouddhisme ésotérique comme Shinnyo-En. Les syncrétiques mélangeant divers aspects se retrouvent autour d'une figure emblématique comme ce fut le cas pour Aum Shinrikyō. La situation est encore compliquée par le fait que les grandes écoles, en raison du système des lignées, sont elles-mêmes subdivisées en une multitude d'écoles et de courants, ce qui fait qu'il y a actuellement plus de 184 000 groupes religieux répertoriés au Japon.

### Népal
Dans ce pays, au Xe siècle, la population Newars a élaboré une forme propre de bouddhisme, influencé par le mahāyāna et le  vajrayāna. Les moines newars se marient et adoptent des responsabilités laïques. Ce bouddhisme fut une institution forte, mais faiblit de nos jours. Au XIVe siècle, les populations népalaises d'origine tibétaines ont adopté le bouddhisme Nyingmapa et Sakyapa.
Depuis l'invasion du Tibet par la Chine en 1959, de nombreux Tibétains sont réfugiés au Népal, notamment à Katmandou.

## Le bouddhisme aujourd'hui
Selon les évaluations les plus récentes, il y a quelque 623 millions de bouddhistes dans le monde.
Il existe aujourd'hui un certain nombre de mouvements en Asie et en Occident cherchant à « moderniser » le bouddhisme.